# Швальб, Миклош
Ми́клош Швальб (англ. Miklos Schwalb; 20 февраля 1903 года, Будапешт — 2 октября 1981 года, Бостон) — венгерско-американский пианист.
Учился в Музыкальной академии имени Ференца Листа у Эрнста фон Донаньи и Лео Вайнера. В 1933 г. дебютировал в США и в дальнейшем выступал в этой стране регулярно (в том числе ряд концертов в Карнеги-холле), а затем переселился в США и на протяжении многих лет был профессором в Консерватории Новой Англии, преподавал также в Северо-Восточном университете. Среди учеников Швальба, в частности, Тибор Сас и Реджинальд Аше.
Оставил ряд сольных записей, сделанных, главным образом, в 1940-50-е гг.: сочинения своих учителей Донаньи и Вайнера, а также Вольфганга Амадея Моцарта, Фридерика Шопена, Ференца Листа, Иоганнеса Брамса и др. Выступал также в ансамбле со скрипачом Тибором Варгой.